# Cheile Samaria
În sud-vestul insulei Creta, Grecia, se află cheile Samaria, adevărate ziduri înalte de piatră ce închid între ele un hău, în care altădată se ascundeau răufăcătorii.
O ravenă adâncă, pe alocuri cu pereți aproape verticali, despică spectaculos falezele și munții înalți din partea de vest a insulei Creta. Pe o lungime de 18 km, Cheile Samaria șerpuiesc, când mai înguste, când mai late, urmând un traseu cu serpentine și meandre prin Levká Ori, adică Munții Albi, ai căror versanți sclipesc alb în soarele verii, iar iarna sunt îmbrăcați în zăpadă.
Chiparoși, smochini și leandri cresc în crevasele din pereții cheilor. Pe alocuri, câte un chiparos matur și-a întins rădăcinile în fâșia subțire de calcar depusă pe piatră de apa ce se scurge din munți. Șoimi și vulturi planează deasupra, iar stoluri de stăncuțe se rotesc asemenea vărtejurilor de fum ale unui incendiu de pădure.
Cheile au fost săpate în timp de râul Tarraíos, care curge paralel cu o falie între Masivul Pachnes spre est și munții Gíngilos și Volakiás spre vest. Iarna, râul se transformă într-un torent vijelios, dar vara seamănă mai degrabă cu un pârâu cristalin.
Timp de secole, cheile erau adăpostul răufăcătorilor și al celor ce fugeau de eternele vendetta dintre satele Cretei. În anii 1940, aici s-au ascuns gherilele comuniste ce luptau în războiul civil.

## Turism
Prin frumusețile peisajului și posibilitatea drumețiilor, Cheile Samaria sunt un punct important de atracție turistică. Cheile se află în parcul național Samaria. Aici, pe o distanță de 13 km, se poate bea numai apă de izvor, ba chiar și în portul Agia Roumeli apa potabilă provine numai din pâraiele de munte. Abia la ieșirea sudică din parc, pe malul Mării Libiei, se află câteva chioșcuri. 
Pentru turiștii care nu sunt antrenați, nu este recomandată vizitarea defileului, care are o lungime de 17 km, cu diferență de nivel de 1200 m. În afară de aceste probleme, nu există șosele de acces, spre Poarta de Fier. În cea mai mare parte a defileului nu se poate utiliza telefonul mobil, pereții de piatră nepermițând recepția undelor. Numai în satul părăsit Samaria, care este situat la mijlocul traseului, există legătură telefonică și un loc de aterizare pentru elicopter.  
Cheile se pot vizita numai între datele de 1 mai și 31 octombrie putându-se intra între orele 06:00 -  15:00. La intrarea în defileu, din anul 2008 s-a introdus o taxă de vizitare de 5 €. La ieșire din chei, pentru a se evita dispariția persoanelor, se notează individual turiștii ieșiți.
Ca urmare a două accidente mortale din anul 2005 și 2008, cauzate de căderi de piatră, se discută că turiștii ar trebui să poarte o cască de protecție. Căderile de piatră sunt provocate de capre sălbăticite sau de vânt. Iar în vara anul 2007 doi turiști s-au rătăcit, au fost găsiți morți după o săptămână.